# Sergio Mullins
Sergio Mullins (né le 12 mai 1980) est un athlète sud-africain, spécialiste du sprint et du relais.

## Biographie
Raised on the CapeFlats in the dangerous suburb of Tafelsig in Mitchell’s Plain. After matriculating from local Tafelsig Secondary he later earned an Diploma in Sport Management

## Performances
Ses meilleurs temps sont :
- 100 mètres : 10 s 32 Durban en mars 2005
- 200 mètres : 20 s 71 Bellville en mars 2007.
- 4 × 100 mètres : 38 s 75, médaille d'or aux Championnats d'Afrique.